# Oswaldhöhle
Die Oswaldhöhle ist eine natürliche Karsthöhle bei Muggendorf, einem Gemeindeteil der oberfränkischen Gemeinde Wiesenttal im Landkreis Forchheim in Bayern.

## Beschreibung
Die Durchgangshöhle liegt am Hohlen Berg, etwa 800 Meter östlich von Muggendorf.

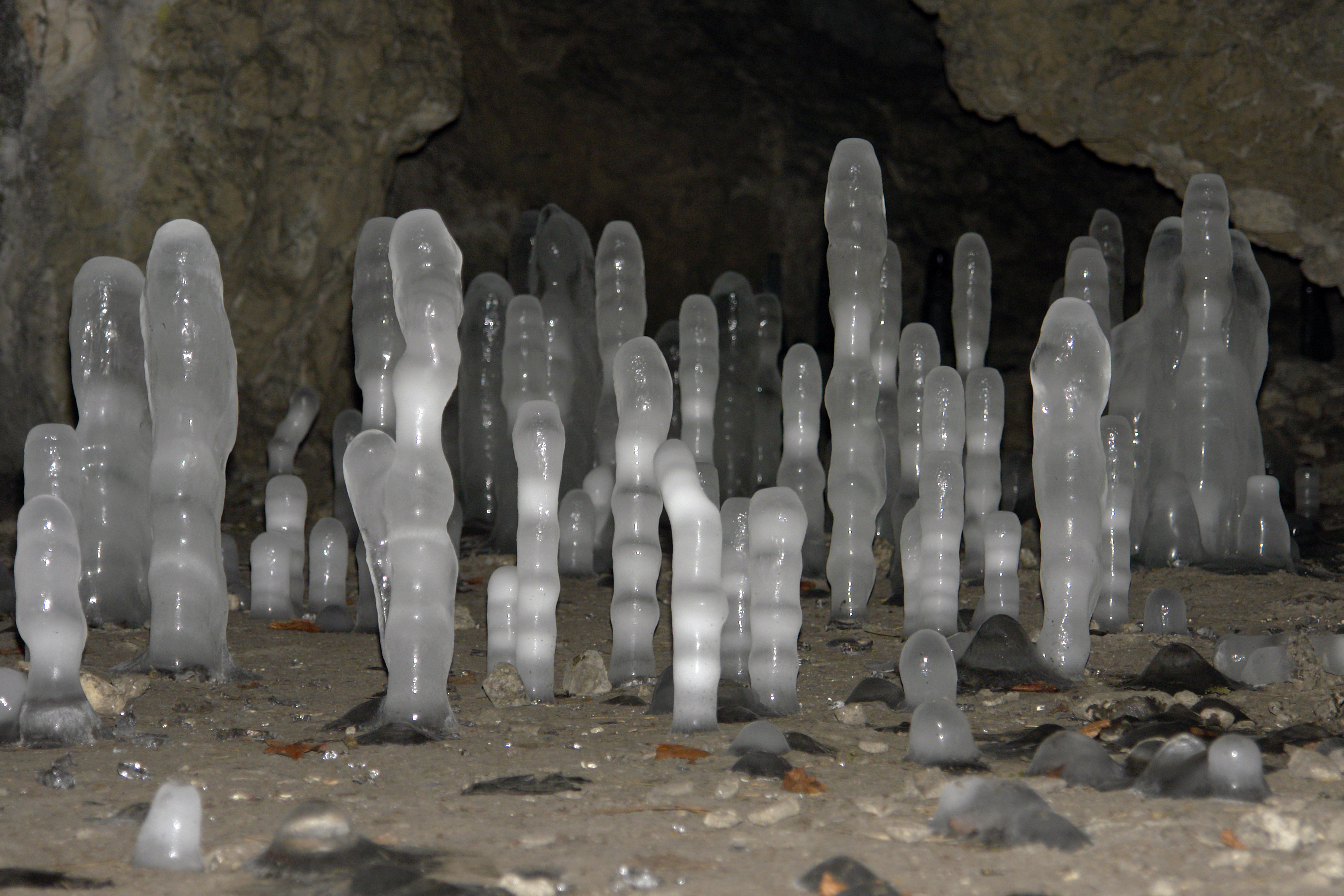
Eisbildung

Mit der Witzenhöhle und der Wundershöhle gehört sie genetisch zu einem einzigen System. Erst bei der Taleintiefung der Wiesent wurden die Höhlen voneinander getrennt.
Die Oswaldhöhle ist eine etwa 65 Meter lange Durchgangshöhle. Der Nordeingang ist ca. 12 Meter breit und 6 Meter hoch. Dort befinden sich noch die Fundamentreste einer ehemaligen Mauer, vermutlich aus der Zeit des Dreißigjährigen Krieges. Die Höhle diente der Bevölkerung als Unterschlupf und später als Felsenkeller. Der größte Raum der Höhle, die „Große Halle“, ist etwa 40 Meter lang und wird von zwei Felspfeilern gegliedert. In diesem Raum gibt es im Winter oftmals schöne Eisformationen. Kurz hinter dem Eingang befindet sich an der östlichen Höhlenwand ein meist trocken liegendes Felsbecken, der sogenannte Weihkessel. Er diente der Sage nach den Priestern, die in der nahegelegenen Witzenhöhle ihre kultischen Feste feierten, als kultisches Wasserbecken. Insgesamt befinden sich in der Höhle fünf Querklüfte mit zum Teil imposanten Raumerweiterungen. Vom ehemals reichhaltigen Tropfsteinschmuck ist nichts mehr vorhanden. Neben stark verschmutzten Sinterkaskaden sind noch Warzensinter und Deckenkolke zu finden.
Am Ende der großen Halle führt ein schmaler und leicht ansteigender Gang zum südlichen Höhleneingang. Dieser ist an seinen niedrigsten Stellen nur etwa 1,5 Meter hoch. Der Südeingang ist 5 Meter breit und 2 Meter hoch und war früher mit einer Tür verschlossen.
Am Nordeingang erinnert eine Gedenktafel an die ersten Höhlenforscher Esper, Georg August Goldfuß und Johann Christian Rosenmüller.
Die Höhle ist vom Bayerischen Landesamt für Umwelt als Geotop (474H005) und Naturdenkmal (ND-04581) ausgewiesen. Im Höhlenkataster Fränkische Alb (HFA) ist die Höhle als C 6 / 6133-1041 registriert.

## Geschichte

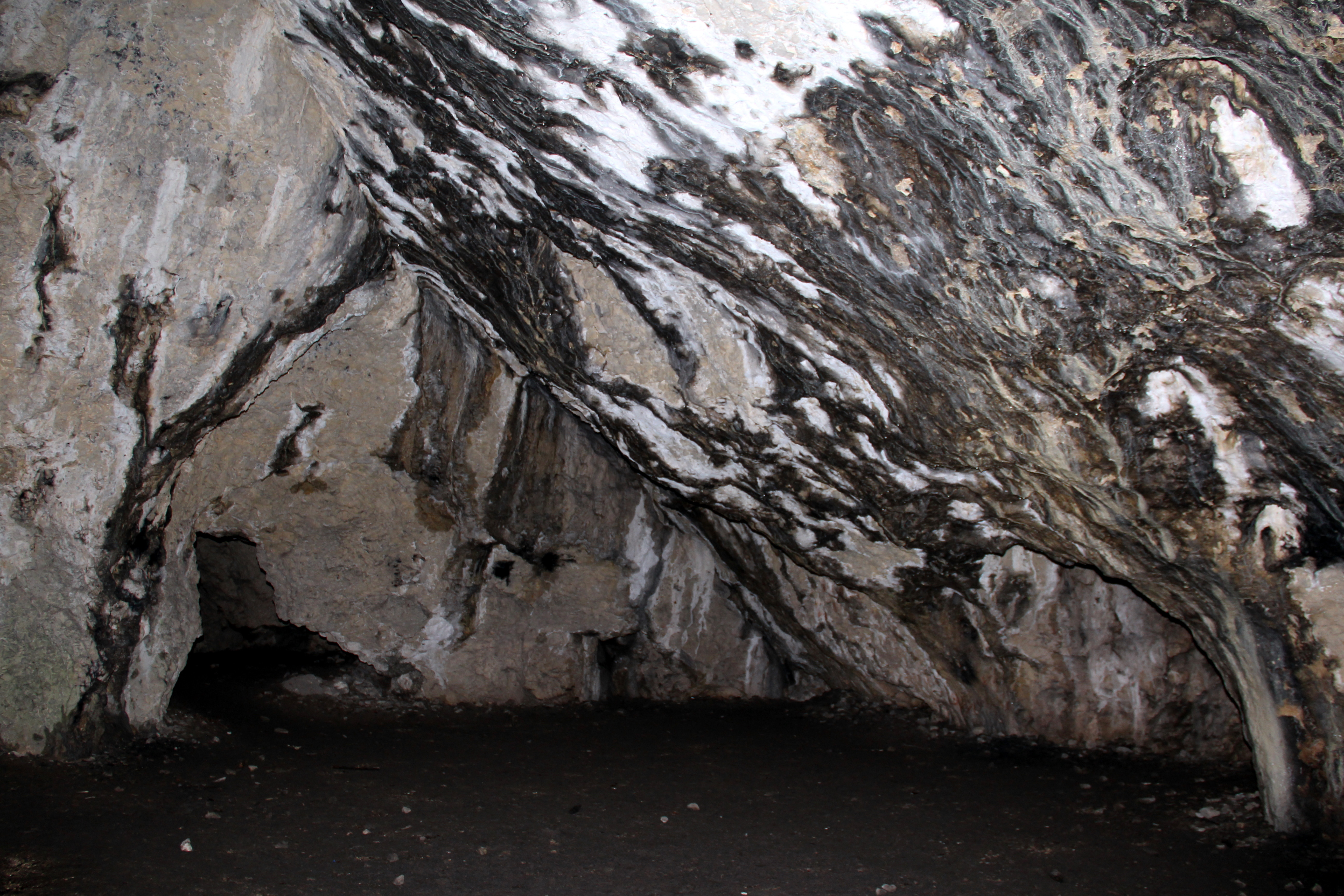
Große Halle

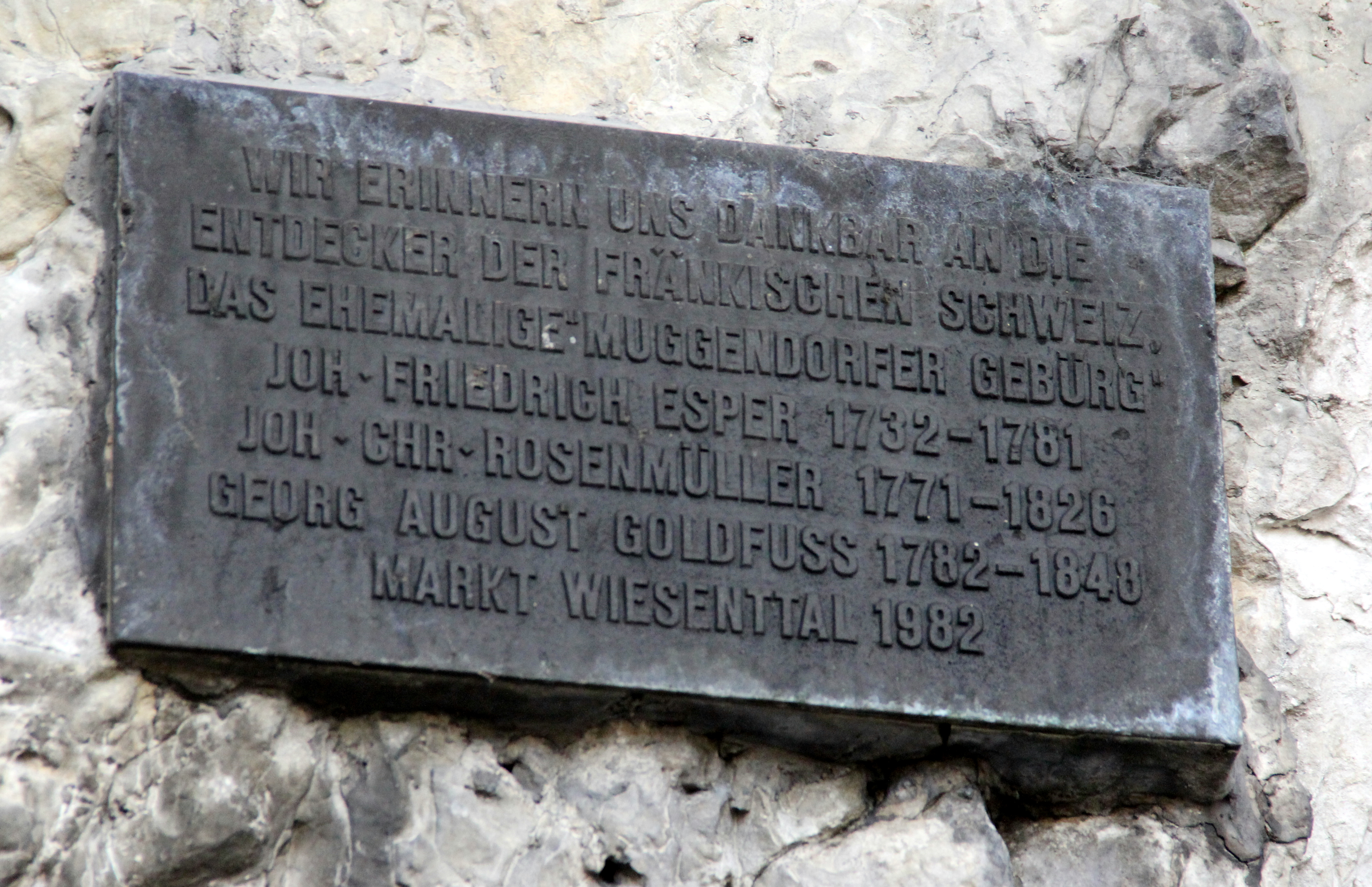
Gedenktafel am Nordeingang

Den Namen verdankt die Höhle einem Einsiedler namens Oswald aus dem Ritterroman Heinrich von Neideck. Der Roman wurde von dem Erlangener Juristen Georg Friedrich Rebmann 1791 aus dem Englischen ins Deutsche übertragen. Bis dahin war die Höhle nur als „hohles Loch“ bekannt.

## Zugang
Die Oswaldhöhle ist ganzjährig frei zugänglich. Durch die Höhle führen der Frankenweg (Markierung: Roter Querbalken) und der Heinrich-Uhl-Weg (Markierung: Roter senkrechter Strich).
Zu erreichen ist sie auf dem Wanderweg, beginnend am Wanderparkplatz oberhalb von Muggendorf an der Straße nach Doos. Wegen der geringen Höhe ist eine Lichtquelle beim Durchqueren der Höhle empfehlenswert.
Unmittelbar am Südeingang liegt die Wundershöhle.
In der Nähe, am Hohlen Berg, befinden sich die Witzenhöhle und die Doktorshöhle.